# Михайлив, Роман Романович
Роман Романович Михайлив (укр. Роман Романович Михайлів; род. 30 января 2003, Львов) — украинский футболист, полузащитник клуба «Феникс».

## Карьера

### «Львов»
Футбольную карьеру начал в футбольных академиях львовский клубов «Карпаты» и «Львов». В октябре 2020 года футболист перешёл в киевское «Динамо». В киевском клубе футболист стал выступать за команду до 19 лет. В сентябре 2021 года на правах арендного соглашения вернулся в «Львов». Свой дебютный и единственный матч за основную команду футболист сыграл 20 ноября 2021 года против луганской «Зари». В начале 2022 года футболист вернулся в киевский клуб.
В июле 2022 года футболист в очередной раз отправился в «Львов» на правах арендного соглашения до конца сезона. Первый матч в новом сезоне сыграл 27 августа 2022 года против луганской «Зари», выйдя на замену на 84 минуте. Под конец сезона, когда клуб покинуло несколько игроков, провёл все последние 4 матча на поле за львовский клуб, вместе с которым по итогу вылетел из украинской Премьер Лиги, заняв последнее место в турнирной таблице.

### «Рух» Львов
Летом 2023 года футболист находился на просмотре в львовском «Рухе». В конце июля 2023 года футболист официально присоединился к клубу, с которым заключил двухлетний контракт. Футболист сразу же отправился выступать за вторую команду львовского клуба «Рух-2», за которую дебютировал 7 августа 2023 года в матче против клуба «Карпаты-2», выйдя на поле в стартовом составе. Первым результативным действием за клуб футболист отличился 20 августа 2023 года в матче против клуба «Васт», отдав голевую передачу. Футболист смог быстро закрепиться в основной второй команды клуба. В конце 2023 года футболист покинул львовский клуб.
В январе 2024 года футболист отправился на просмотр в польскую «Арку». В феврале 2024 года футболист был на просмотре в «Минае», однако быстро покинул распоряжение клуба. В марте 2024 года футболист присоединился к украинскому клубу «Феникс Подмонастырь».

## Семья
Родной брат Виталий и двоюродный брат Юрий профессиональные футболисты. Отец Роман Михайлив вице-президент «Львова» детско-юношеского отделения. Дядя Евгений Михайлив был профессиональным футболистом.